# Dave Mustaine
Dave Mustaine est un chanteur et guitariste américain né le 13 septembre 1961 à La Mesa (Californie, États-Unis). D'abord guitariste du groupe Panic, il occupe ensuite le poste de soliste au sein du groupe de thrash metal Metallica, où il signe plusieurs chansons devenues des classiques du quatuor, avant d'en être évincé pour être remplacé par Kirk Hammett. Après cet épisode, il fonde Megadeth, groupe de thrash metal qui perdure encore aujourd'hui - et membre du « Big Four of Thrash » -, où il officie en tant que chanteur et guitariste. Il est également le manager d'un groupe canadien, Baptized in Blood.
En 2009, il a été classé meilleur guitariste de metal par Joel McIver dans son livre The 100 Greatest Metal Guitarists. Il fut également classé 89e par Hit Parader dans leur classement des 100 meilleurs chanteurs de metal.

## Biographie
Fin 1981, il quitte le groupe Panic pour rejoindre Metallica au poste de guitariste soliste après avoir répondu à une petite annonce du magazine The Recycler. Souvent considéré comme le premier guitariste soliste du groupe, il participe à la composition de plusieurs morceaux et l'enregistrement de plusieurs démos. À l'époque, il vend de la drogue pour financer son activité avec le groupe. Mais, à cause de sa forte personnalité, de sa consommation excessive de drogues et de ses conflits avec les autres membres il est évincé du groupe en avril 1983, peu de temps avant la sortie de leur premier album Kill 'Em All. Il aura cependant collaboré à l'écriture de plusieurs chansons avec le groupe, notamment le célèbre The Four Horsemen (qui sur les démos du groupe s'appelait The Mechanix), l'instrumental The Call Of Ktulu ou encore Ride the Lightning.
La même année, il fonde (avec David Ellefson) Megadeth, son propre groupe de thrash metal dont il devient le chanteur, guitariste soliste et rythmique, et principal compositeur.
Le groupe publie son premier album Killing Is My Business... and Business Is Good! en 1985. Parmi les chansons de ce premier essai, on note Mechanix, version accélérée de la demo écrite entièrement par Mustaine lorsqu'il jouait encore avec Metallica. De leur côté, les autres membres de Metallica sont partis de la démo initiale pour écrire The Four Horsemen.
Mais c'est réellement à partir de 1986, et la sortie de Peace Sells... but Who's Buying? que le groupe va acquérir une notoriété sur la scène rock internationale. Avec le succès grandissant du groupe, s'ensuivent aussi des problèmes de drogue qui lui valent plusieurs cures de désintoxication.
L'arrivée de Marty Friedman, de Nick Menza et de la sortie de Rust in Peace en 1990 va renforcer la stabilité du groupe, qui durant les années 1990, publiera plusieurs albums sacrés disque de platine. Mustaine utilise sur cet album des riffs qui n'étaient alors pas inconnus puisque les premières notes de Hangar 18 viennent de l'instrumental de Metallica The Call of Ktulu sur Ride the Lightning. Mustaine avait en effet écrit ces riffs avant d'être exclu du groupe.
Il épouse Pamela Anne Casselberry en 1991, leur premier fils Justis naît le 11 février 1992 et leur fille Electra en 1998.
Parallèlement à son engagement principal dans Megadeth, il travaille avec d'autres musiciens et en 1996 se lance dans un projet solo intitulé MD.45 avec Lee Ving au chant. Leur seul album The Craving, plus teinté d'influences punk-rock, sort en décembre et ne remporte pas le succès escompté et le groupe cessera toute activité par la suite.

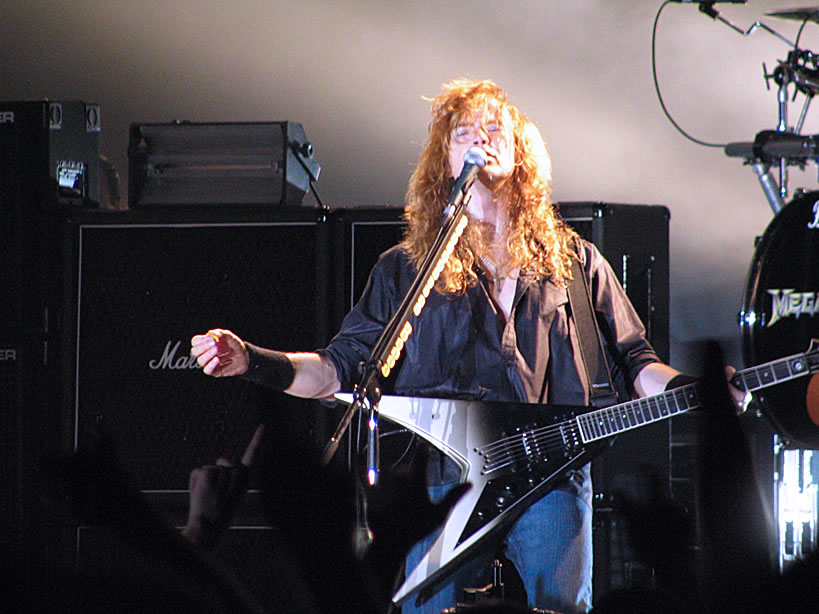
Dave Mustaine en 2007

Début 2002, il annonce dans un communiqué de presse qu'il souffre d'une blessure au nerf radial du bras gauche qui le laisse incapable de jouer de la guitare et préfère arrêter le groupe (il expliquera également que l'entente avec ses partenaires était devenue médiocre, notamment vis-à-vis du membre fondateur David Ellefson). Au terme de sa rééducation, il revient guéri en mai 2003 et s'attaque aux remixage et remasterisation de 8 de ses disques.

Il commence également la réalisation d'un nouvel album, initialement prévu pour être un album d'adieu. À la suite de la demande de sa maison de disques de sortir encore un album sous le nom de Megadeth (le contrat de Megadeth n'étant pas encore terminé), Dave Mustaine utilisera les nouvelles chansons en cours de création pour publier ce qui devait être l'ultime album du groupe. Enregistré avec des musiciens de studio, l'album sort en septembre 2004 sous le nom de The System Has Failed avec Chris Poland à la guitare, Jimmy Sloas à la basse et Vinnie Colaiuta à la batterie.

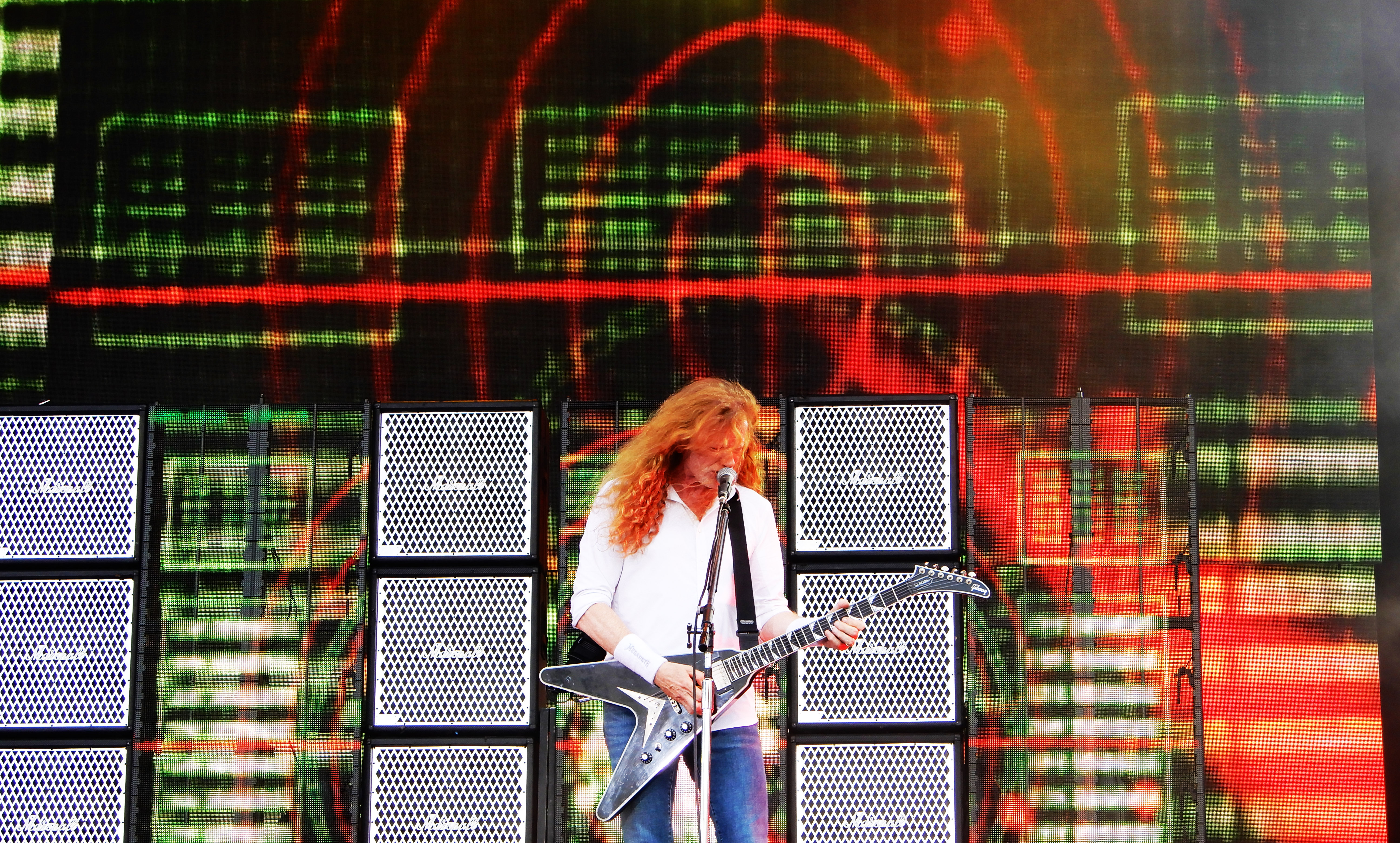
Dave Mustaine au Hellfest 2022

Une tournée suit, avec un tout nouveau line-up composé de Dave Mustaine, James McDonough (ex-Iced Earth), Glen et Shawn Drover (ex-Eidolon) à la guitare et à la batterie. À la suite de cette tournée, Dave décide de poursuivre sa carrière avec le groupe et d'enregistrer à nouveau des albums.
Le 17 juin 2019, Dave annonce être atteint d'un cancer de la gorge. En 2022, il annonce en être guéri.

## Prises de position
Les prises de positions politiques de Dave Mustaine ont souvent été médiatisées. En effet, au cours de sa longue carrière, Mustaine a fait de nombreux commentaires concernant la politique aussi bien américaine qu'internationale. Dans une interview avec Roy Wilkinson datant de 1988, Mustaine déclara que si « je devenais président des États-Unis, je construirais un grand mur tout au long de la frontière mexicaine pour ne laisser personne entrer... Le charme n'est plus quand on voit des Américains dormir sur les trottoirs et ça me rend malade de penser qu'il y a des connards dans ce pays qui laissent des putains de Mexicains entrer. Qui a besoin de cette merde ? »
En 1988, Mustaine provoque une émeute quand Megadeth joue lors d'un concert en Irlande du Nord après avoir exprimé de manière « involontaire » son soutien à l'Irish Republican Army (IRA) concernant les tensions en Irlande du Nord entre les communautés catholiques et protestantes. Cet incident s'inscrit dans une période d'instabilité de la région.
En 1992, Mustaine joue lors de la convention du parti démocrate sur MTV.
En 2004, Mustaine déclare qu'il voterait pour George W. Bush car selon lui John Kerry « ruinerait notre pays ». En 2011, il qualifie Barack Obama de « président le plus diviseur que l'Amérique ait connu. En cinquante années de vie, je n'ai jamais vu un président américain tentant d'opposer deux couches de la société. » En mars 2012, dans une interview au George Stroumboulopoulos Tonight, Mustaine déclare : « Je sais qu'il est né ailleurs qu'en Amérique ».
En 2009, Mustaine reconnaît l'influence qu'ont eue les films d'Alex Jones sur lui-même et sa musique. En particulier, Mustaine déclare avoir écrit l'album Endgame en se basant sur le film Endgame de Jones, dans le but « d'éduquer mes fans et le public sur la marche vers un nouvel ordre mondial ».
Il est devenu un chrétien pratiquant (Born Again Christian) après sa blessure. Il a par ailleurs annulé des concerts avec les groupes de black metal Dissection et Rotting Christ en raison des thèmes « satanistes » abordés par ces groupes.

## Personnalité
Dave Mustaine est célèbre pour son caractère bien trempé et son franc parler qui lui ont valu ses nombreuses querelles et conflits avec des musiciens de la scène metal. Outre ses anciens compères de Metallica (James Hetfield et Lars Ulrich), il s'est également disputé avec Mike Muir, Philip Anselmo, Tom Araya & Kerry King (Slayer), et l'ex-Megadeth Chris Poland qui a néanmoins participé à la création de The System Has Failed, et qui semble s'être réconcilié avec Dave Mustaine depuis. Mustaine lui avait proposé de redevenir guitariste soliste dans Megadeth, mais Poland a préféré se consacrer à sa carrière solo. David Ellefson a rejoint Megadeth en 2010, la querelle entre les deux hommes étant donc terminée.

## Discographie
- Megadeth / Killing Is My Business... and Business Is Good! (1985) (version remastérisée 2002)
- Megadeth / Peace Sells... but Who's Buying? (1986) (version remasterisée 2004)
- Megadeth / So Far, So Good... So What! (1988) (version remastérisée 2004)
- Megadeth / Rust in Peace (1990) (version remastérisée 2004)
- Megadeth / Countdown to Extinction (1992) (version remastérisée 2004)
- Megadeth / Youthanasia (1994) (version remastérisée 2004)
- Megadeth / Hidden Treasures (1995)
- MD.45 / The Craving (1996) (version remastérisée 2004, chant : Dave Mustaine)
- Megadeth / Cryptic Writings (1997) (version remastérisée 2004)
- Megadeth / Risk (1999) (version remastérisée 2004)
- Megadeth / Capitol Punishment (compilation, 2000)
- Megadeth / The World Needs a Hero (2001)
- Megadeth / Rude Awakening (live, 2002)
- Megadeth / Still Alive... And Well? (compilation, 2002)
- Megadeth / The System Has Failed (2004)
- Megadeth / United Abominations (2007)
- Megadeth / Anthology: Set the World Afire (Compilation, 2008)
- Megadeth / Endgame (2009)
- Megadeth / TH1RT3EN (2011)
- Megadeth / Super Collider (2013)
- Megadeth / Dystopia (2016)
- Megedeth / The Sick, the Dying ... and the Dead! (2022)

## Ses compositions dansMetallica
Dave Mustaine a participé à la composition de :

### Kill 'Em All(1983)
- The Four Horsemen (musique, paroles modifiées par Hetfield) (la version de Metallica contient un pont plus mélodique écrit par Hetfield et Ulrich)
- Jump in the Fire (musique, paroles changées par Hetfield)
- Phantom Lord (musique, paroles)
- Metal Militia (musique, paroles)

### Ride the Lightning(1984)
- Ride the Lightning (musique, paroles)
- The Call of Ktulu (musique)

### Master of Puppets(1986)
- Leper Messiah (musique), morceau dont Dave Mustaine affirme avoir écrit le riff principal, mais pour lequel il n'a pas été crédité par Metallica.

## Matériel

### Guitares
- Jackson King V Custom Shop (logo Megadeth sur le corps) ;
- Jackson King V KV1 Dave Mustaine Signature ;
- ESP Dave Mustaine Signature DV8 ;
- ESP AXXION ;
- Dean Dave Mustaine signature VMNT Limited ;
- Dean Dave Mustaine signature VMNT 1 ;
- Dean Angel of Death.

### Micros de guitare
- Seymour Duncan 'LiveWire Dave Mustaine Active Humbucker' pickups

### Amplis
- Rocktron Prophesy Guitar System ;
- Marshall JMP1 ;
- Marshall JVM 410 ;
- Baffle Marshall Signature Series 1960 DM - Dave Mustaine.

### Effets
- Rocktron All Access Controller,
- Furman PL Plus Power Conditioner,
- Monster Cable,
- Shure PSM 700 In-Ear Monitor.

### Cordes
GHS Strings

### Mediators
Dunlop Tortex Medium .73 mm

### Source
- Dave Mustaine, Splendeur et misère d'une icône trash (biographie)